# Route nationale 70
La route nationale 70 (RN 70 o N 70) è una strada nazionale francese che parte da Paray-le-Monial e termina a Montchanin. Si tratta altresì di una porzione della strada europea E607.

## Percorso
L’originaria N70, oggi D70, si staccava dalla N6 in località Vernon, in comune di La Roche-en-Brenil. Si dirigeva ad est raggiungendo Précy-sous-Thil e la N5 a Vitteaux: con questa si confondeva fino a Digione. Da qui continuava per Gray verso nord-est scendendo nella valle della Saona. Infine si concludeva a Combeaufontaine all’incrocio con la N19.
L’attuale N70 segue invece il corso della Bourbince servendo Montceau-les-Mines e la vicina Blanzy, collegando la N79 con l’ex N80, oggi D680.